# 1059 Mussorgskia
1059 Mussorgskia è un asteroide della fascia principale. Scoperto nel 1925, presenta un'orbita caratterizzata da un semiasse maggiore pari a 2,6418848 UA e da un'eccentricità di 0,1852789, inclinata di 10,11210° rispetto all'eclittica.
L'asteroide è dedicato al musicista russo Modest Petrovič Musorgskij.